# Leopold Engleitner
Leopold Engleitner (Aigen-Voglhub, 23 luglio 1905 – Sankt Wolfgang im Salzkammergut, 21 aprile 2013) è stato un religioso austriaco.

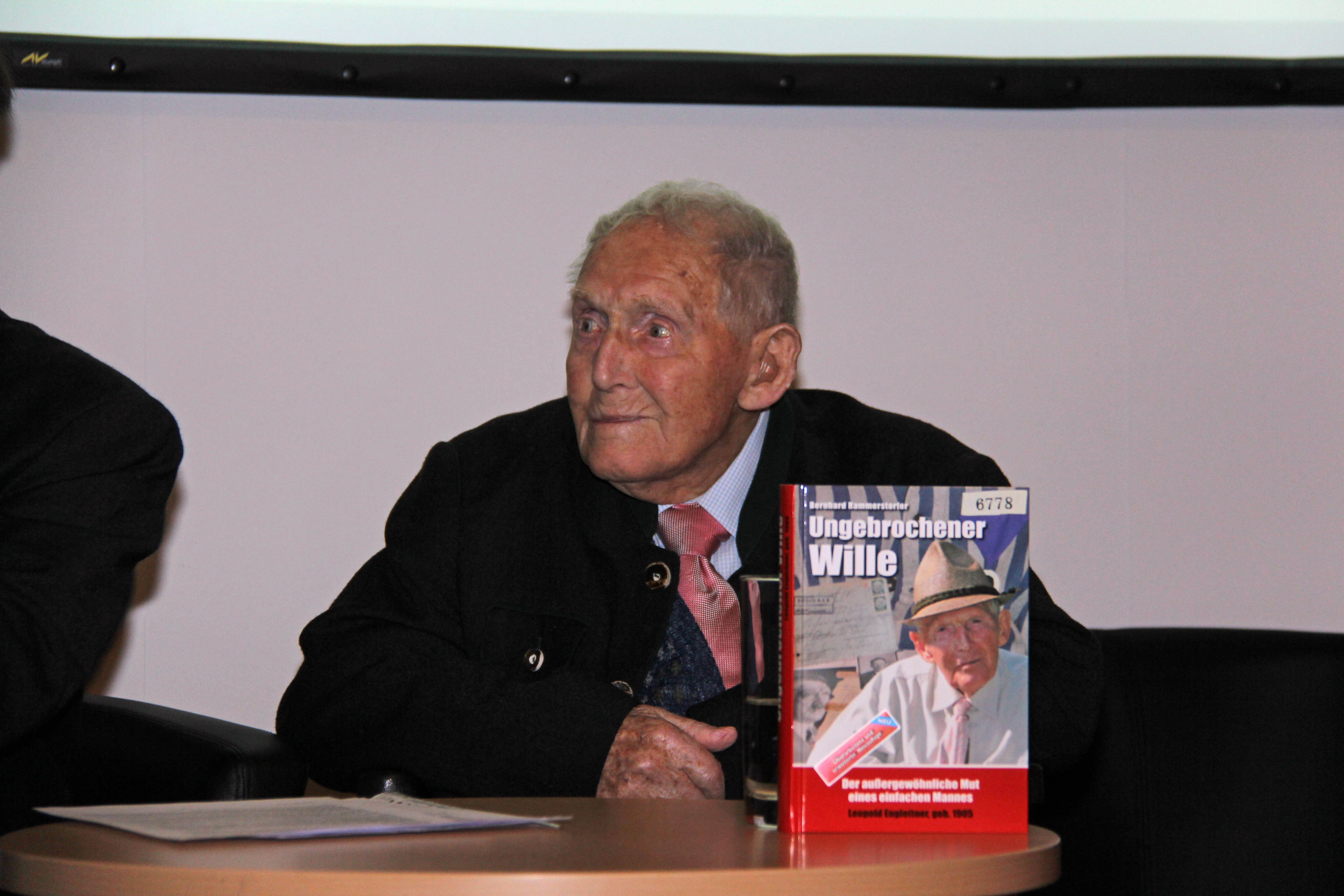
Leopold Engleitner

Testimone di Geova, fu perseguitato durante il periodo nazista a causa della sua fede.

## Vita
Leopold Engleitner nacque il 23 luglio 1905 a Aigen-Voglhub, in Austria. Crebbe nella cittadina imperiale di Bad Ischl, dove incontrò qualche volta l'imperatore Francesco Giuseppe. All'inizio degli anni trenta cominciò a studiare la Bibbia, cambiò coraggiosamente religione e nel 1932 si battezzò come testimone di Geova. Per questa sua scelta dovette far fronte all'intolleranza religiosa da parte delle autorità.
Quando, nel 1938, Adolf Hitler occupò l'Austria, Leopold Engleitner entrò in conflitto col sistema nazista, perché si rifiutò di rinunciare alla propria fede e si rifiutò anche di prestare servizio militare nell'esercito di Hitler.
Il 4 aprile 1939 fu arrestato dalla Gestapo a Bad Ischl, e in seguito fu messo nelle prigioni di Linz e Wels in custodia cautelare. Dal 9 ottobre 1939, al 15 luglio 1943, fu internato nei campi di concentramento di Buchenwald, di Niederhagen e di Ravensbrück. Nel campo di concentramento di Niederhagen, Leopold Engleitner si rifiutò di firmare una dichiarazione di abiura, per rinnegare la propria fede, anche se questo gli avrebbe permesso di uscire dal campo di concentramento. 
Nonostante il trattamento brutale subìto nei campi di concentramento, la sua volontà rimase tale da continuare ad attenersi ai suoi princìpi e da rifiutarsi di prestare servizio militare.
Nel luglio 1943 fu rilasciato dal campo di concentramento di Ravensbrück, ma avrebbe dovuto impegnarsi in lavori forzati a vita, in agricoltura. Dopo il suo ritorno a casa, lavorò presso un contadino a St. Wolfgang. Tre settimane prima della fine della guerra, 
il 17 aprile 1945, Engleitner ricevette comunque la chiamata alle armi da parte della Wehrmacht. Decise di rifugiarsi fra le montagne del Salzkammergut. Lì si nascose nella malga  Meistereben, in una caverna. Fu braccato dai nazisti per settimane, ma invano.
Il 5 maggio 1945, Leopold Engleitner ritornò nuovamente a casa.
Dopo la guerra, Leopold Engleitner continuò a subire isolamento e intolleranza. Solo nel 1999, a seguito dell'uscita del libro Nein statt Ja und Amen, opera dello scrittore e regista Bernhard Rammerstorfer, nonché del documentario omonimo diretto da quest'ultimo, Engleitner divenne noto al grande pubblico. Da allora, Engleitner e Rammerstorfer tennero conferenze in università, scuole e memoriali in Germania, Italia, Austria, Svizzera e Stati Uniti d'America.
Engleitner, divenuto centenario nel 2005, fu riconosciuto in tutto il mondo per il suo coraggio, tolleranza e principi morali, memoria vivente degli orrori dell'Olocausto, e continuò a tenere pubbliche conferenze negli Stati Uniti fino al 2009. Morì a Sankt Wolfgang im Salzkammergut il 21 aprile 2013, all'età di 107 anni. 
Al momento della morte, Engleitner era il più longevo sopravvissuto dei campi di concentramento di Buchenwald, Niederhagen e Ravensbrück.